# Uridine diphosphate glucose
L’uridine diphosphate glucose est un nucléotide-ose constitué d'un résidu glucose fixé sur de l'uridine diphosphate.
L'UDP-Glucose est le substrat dans la glycogénogenèse (synthèse du Glycogène).
Il est alors produit à partir du Glucose 1-Phosphate par la UDP-glucose-pyrophosphorylase, ce qui consomme, pour chaque mole d'UDPG une mole d'UTP et produit 2 moles de pyrophosphate. C'est une réaction irréversible.
Il peut également être converti en uridine diphosphate galactose (UDP-galactose, intervenant dans la biosynthèse de polysaccharides) et en uridine diphosphate acide glucuronique (UDP-acide glucuronique, intervenant dans la biosynthèse de polysaccharides et dans celle de l'acide ascorbique). C'est par ailleurs un précurseur de lipopolysaccharides de la paroi bactérienne et de glycosphingolipides de la membrane plasmique.
Sous l'action de l'UDP-sulfoquinovose synthase, l'UDPG peut également donner de l'UDP-sulfoquinovose, à partir duquel sont synthétisés des sulfolipides tels que les sulfoquinovosyldiacylglycérols, à base de sulfoquinovose.